# 约翰·威廉·雷蒙德
约翰·威廉·“杰伊”·雷蒙德上将，（英語：John William "Jay" Raymond，1962年4月30日—），美国太空军退役上将，首任美国太空军作战部长。雷蒙德在2016年10月25獲晉升為上將，並於2022年11月退休。

## 主要经历
雷蒙德于1984年从克莱门森大学毕业获得军官委任 ，第二年分配到大福克斯空军基地，第321战略导弹联队，现第321空军远征联队。1989年到1992年，雷蒙德在范登堡空军基地供职，在美国第十四航空队的第1战略宇航处担任控制员，后在第30太空联队担任主任参谋。1993年，雷蒙德在太空司令部任职，1997年在五角大楼任职。
2000年，雷蒙德回到基层，在英国皇家空军菲尔特维尔基地，担任第5太空监视中队中队长，翌年回国，担任第21太空联队作战大队副大队长。2003年，在时任美国国防部长的唐纳德·拉姆斯菲尔德手下任职。
2005年，雷蒙德回到范登堡空军基地，担任第30太空联队作战大队大队长，2007年，担任第21太空联队联队长。
2009年，完成联队长任期的雷蒙德晋升为将军，担任太空司令部计划、项目与分析主管，2010年12月，离开战略空军领域，前往日本，担任美国第五航空队和美国第十三航空队副司令，2012年7月，雷蒙德回到战略空军领域，在美国战略司令部担任政策计划总监，2014年1月，担任第十四航空队司令，2015年8月，在空军总部担任空军A3副参谋长，分管作战、计划与需求。
2016年9月8日，国防部声明提名雷蒙德晋升上将担任太空司令部司令，9月15日在参议院获得通过，10月25日，雷蒙德正式晋升上将，接替约翰·海腾担任太空司令部司令，直至2020年8月19日。
2019年12月20，雷蒙德在時任美國副總統邁克·彭斯監誓下宣誓就任美國太空軍首任美国太空军作战部长，於2022年11月2日退休。

## 教育经历
- 1984年，克莱门森大学，获得行政管理理学学士学位
- 1990年，中队军官学校
- 1990年，中密歇根大学，获得行政管理理学硕士学位
- 1997年，空军指挥参谋学院
- 2003年，海军战争学院，获得国家安全与战略研究文学硕士学位
- 2007年，联合部队参谋学院
- 2012年，联合将军作战课程

## 履历表
| 序号 | 起始       | 终止       | 军衔 | 职务                                                                                                  | 服役地点                       |
| ---- | ---------- | ---------- | ---- | --- | ------------------------------ |
| 1    | 1985年8月  | 1989年10月 |      | 第321战略导弹联队，组长、预备指挥、小队长、教练组长、导弹程序训练操作员                               | 北达科他州，大福克斯空军基地   |
| 2    | 1989年10月 | 1993年8月  |      | 第30太空联队主任参谋兼第1战略宇航处作战中心控制员                                                     | 加利福尼亚州，范登堡空军基地   |
| 3    | 1993年8月  | 1996年2月  |      | 空军空间司令部，日常业务科副科长兼商业运载业务主管                                                    | 科罗拉多州，彼得森空军基地     |
| 4    | 1996年2月  | 1996年8月  |      | 空间司令部，总司令行动组副组长                                                                        | 科罗拉多州，彼得森空军基地     |
| 5    | 1996年8月  | 1997年6月  |      | 空军指挥参谋学院，学員                                                                                | 阿拉巴马州，马克斯韦尔空军基地 |
| 6    | 1997年6月  | 1998年8月  |      | 空军总部，太空导弹力量项目官                                                                          | 华盛顿特区，五角大楼           |
| 7    | 1998年8月  | 2000年4月  |      | 空军总部，远征宇航力量实现处，空軍项目综合科，科长                                                    | 华盛顿特区，五角大楼           |
| 8    | 2000年4月  | 2001年6月  |      | 第5太空监视中队，中队长                                                                               | 英国，皇家空军菲尔特维尔基地   |
| 9    | 2001年6月  | 2002年7月  |      | 第21太空联队，作战大队，副大队长                                                                      | 科罗拉多州，彼得森空军基地     |
| 10   | 2002年7月  | 2003年6月  |      | 海军战争学院，学生                                                                                    | 罗德岛州，纽波特               |
| 11   | 2003年6月  | 2005年6月  |      | 美国国防部，部队改革办公室，战略专家                                                                  | 华盛顿特区，五角大楼           |
| 12   | 2005年6月  | 2007年6月  |      | 第30太空联队，作战大队，大队长；（2006年9月—2007年1月，部署到西南亚，联合空军作战中心，太空力量主管） | 加利福尼亚州，范登堡空军基地   |
| 13   | 2007年6月  | 2009年8月  |      | 第21太空联队，联队长                                                                                  | 科罗拉多州，彼得森空军基地     |
| 14   | 2009年8月  | 2010年12月 |      | 空间司令部，计划、项目与分析主管                                                                      | 科罗拉多州，彼得森空军基地     |
| 15   | 2010年12月 | 2012年7月  |      | 美国第五航空队和美国第十三航空队，副司令                                                              | 日本，横田空军基地             |
| 16   | 2012年7月  | 2014年1月  |      | 美国战略司令部，政策计划总监                                                                          | 内布拉斯加州，奥福特空军基地   |
| 17   | 2014年1月  | 2015年8月  |      | 第十四航空队，司令；战略司令部，太空机能司令部，司令                                                  | 加利福尼亚州，范登堡空军基地   |
| 18   | 2015年8月  | 2016年10月 |      | 空军参谋部，作战、计划暨需求副参谋长                                                                  | 华盛顿特区，五角大楼           |
| 19   | 2016年10月 | 2019年12月 |      | 美國空軍太空司令部，司令                                                                              | 科罗拉多州，彼得森空军基地     |
| 20   | 2017年12月 | 2020年8月  |      | 聯合部隊太空職能司令部，司令                                                                          | 科罗拉多州，彼得森空军基地     |
| 21   | 2019年8月  | 2020年8月  |      | 美國太空司令部，司令                                                                                  | 科罗拉多州，彼得森空军基地     |
| 22   | 2019年12月 | 2022年11月 |      | 美國太空軍，美國太空軍作戰部長                                                                        | 華盛頓特區，五角大樓           |

## 联合职位
1. 2003年6月—2005年6月，华盛顿特区，美国国防部，部队改革办公室，改革专家
2. 2012年7月—2014年1月，内布拉斯加州，奥福特空军基地，战略司令部，政策计划总监
3. 2014年1月—2015年8月，加利福尼亚州，范登堡空军基地，战略司令部，太空机能司令部，司令

## 军衔晋升
| 标志 | 军衔 | 日期           |
| ---- | ---- | -------------- |
|      | 上将 | 2016年10月25日 |
|      | 中将 | 2014年1月31日  |
|      | 少将 | 2012年5月4日   |
|      | 准将 | 2009年8月19日  |
|      | 上校 | 2004年7月1日   |
|      | 中校 | 1999年7月1日   |
|      | 少校 | 1996年7月1日   |
|      | 上尉 | 1988年7月20日  |
|      | 中尉 | 1986年7月20日  |
|      | 少尉 | 1984年7月10日  |

## 荣誉

### 外国勋章奖章
- 旭日大绶章（日本，2023年4月29日公布[4]）